# Araneus cavaticus
Araneus cavaticus este o specie de păianjeni din genul Araneus, familia Araneidae. A fost descrisă pentru prima dată de Keyserling, 1881. Conform Catalogue of Life specia Araneus cavaticus nu are subspecii cunoscute.